# Перфильев, Андрей Степанович
Андрей Степанович Перфильев (1932—2004) — советский учёный-геолог, участник программы подготовки космонавтов, лауреат премии имени Н. С. Шатского (1992). Доктор геолого-минералогических наук, профессор.

## Биография
Родился 10 ноября 1932 года.
Работал в Геологическом институте АН СССР, главный научный сотрудник лаборатории тектоники и метаморфизма Геологического института РАН.
Участник программы подготовки космонавтов: в 1967 году прошел медицинское обследование в ЦНИИАГ в качестве одного из кандидатов для отбора в группу космонавтов-ученых (второй набор в группу Академии Наук).
Соавтор большого количества статей по вопросам тектоники.
Академик РАЕН (1993).
Умер 4 июля 2004 года. Похоронен в Москве на Ваганьковском кладбище.

## Награды
- Премия имени Н. С. Шатского (1992) — за серию работ «Формирование континентальной и океанической коры и вопросы металлогении»
- Государственная премия Российской Федерации (в составе группы, за 1995 год) — за цикл работ «Тектоническая расслоенность литосферы и региональные геологические исследования»
- Премия Правительства Российской Федерации в области науки и техники (в составе группы, за 2003 год) — за создание научных основ развития рудной минерально-сырьевой базы Урала